# Brian Freeman
Brian Freeman (Chicago, 28 maart 1963) is een Amerikaans auteur van psychologische thrillers met als hoofdpersonen Jonathan Stride en Serena Dials.
Brian Freeman is geboren in Chicago, Illinois. Hij is in 1984 aan het Carleton College magna cum laude afgestudeerd.  Voordat hij als auteur bekend werd, was hij director of marketing en public relations bij het internationale advocatenkantoor Faegre & Benson. ZIjn debuutroman Immoral (in het Nederlands vertaald als "Verdorven") verscheen in 2005. Deze roman won de Macavity Award voor de beste debuutroman, en hij was finalist voor de Edgar Award. Zijn boeken worden verkocht in 46 landen, en zijn beschikbaar in 17 talen. Hij dankt zijn oma en zijn tekenleraar van de 8e grade voor zijn succes.
Brian Freeman woont tegenwoordig in St Paul, Minnesota en is getrouwd met Marcia Freeman. 
| Engelse titel     | Jaar | Nederlandse titel       | Serie                          | Opmerkingen |
| ----------------- | ---- | ----------------------- | ------------------------------ | --- |
| Immoral           | 2005 | Verdorven               | Jonathan Stride & Serena Dials | Won de Macavity Award voor beste debuutroman Genomineerd voor de Anthony Award, Barry Award, Gold Dagger Award, en Edgar Allan Poe Award |
| Stripped          | 2006 | De stripper             | Jonathan Stride & Serena Dials | |
| Stalked           | 2006 | De stalker              | Jonathan Stride & Serena Dials | |
| In The Dark       | 2007 | De voyeur               | Jonathan Stride & Serena Dials | Ook bekend als The Watcher |
| The Burying Place | 2010 | De kelder               | Jonathan Stride & Serena Dials | |
| The Agency        | 2010 |                         |                                | |
| The Bone House    | 2012 | Brandmerk               |                                | |
| Spilled Blood     | 2012 |                         |                                | |
| The Cold Nowhere  | 2013 | Het kille nergens       | Jonathan Stride & Serena Dials | |
| Turn to Stone     | 2014 | Ergens waar het koud is |                                | |

- Bibsys: 97029380
- Biblioteca Nacional de España: XX1359004
- Bibliothèque nationale de France: cb15087830b (data)
- Gemeinsame Normdatei: 130456306
- International Standard Name Identifier: 0000 0001 1445 9478
- Library of Congress Control Number: n85298740
- Nationale Bibliotheek van Tsjechië: xx0040834
- Nederlandse Thesaurus van Auteursnamen: 277350573
- Système universitaire de documentation: 124566618
- Virtual International Authority File: 61841387